# Ceratocapsus fascipennis
Ceratocapsus fascipennis är en insektsart som beskrevs av Knight 1930. Ceratocapsus fascipennis ingår i släktet Ceratocapsus och familjen ängsskinnbaggar. Inga underarter finns listade i Catalogue of Life.